# ATR 72
L'ATR 72 és un avió de passatgers regional impulsat amb turbohèlixs, dissenyat i fabricat per l'empresa francoitaliana ATR.

## Desenvolupament

### Orígens

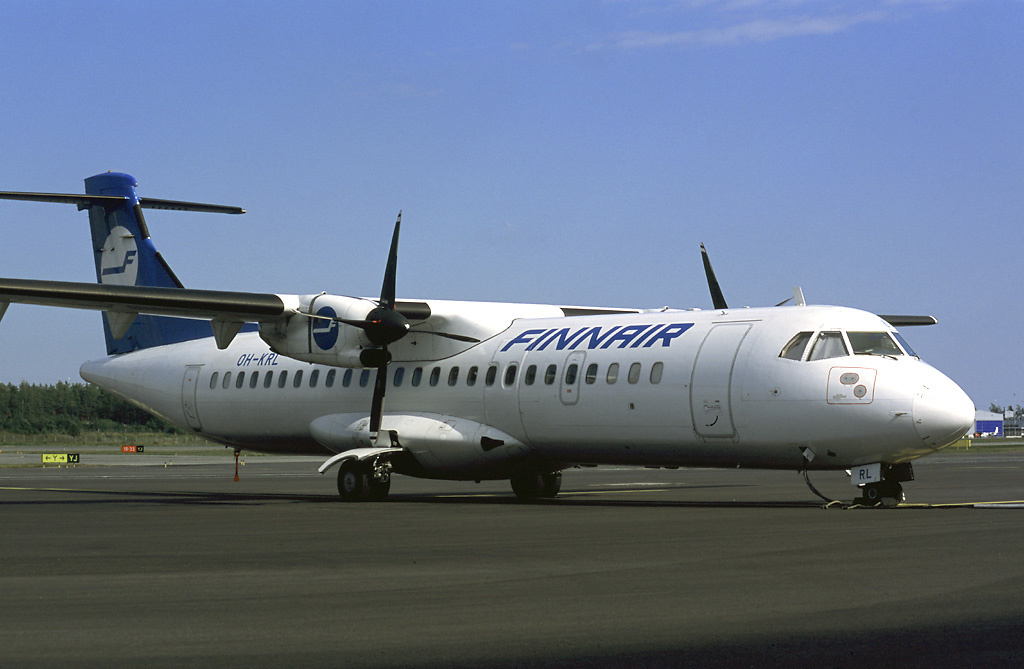
Un ATR 72 de Finnair, la primera aerolínia en operar aquest model

El 15 de gener de 1986 es va anunciar fer públic el nou model ATR 72. El primer vol del prototip va ser el 27 d'octubre de 1988, rebent la certificació el 25 de setembre de 1989. L'octubre del mateix 1989 l'aerolínia finlandesa Finnair va esdevenir la primera en operar amb el nou model.

## Especificacions (ATR 72-600)

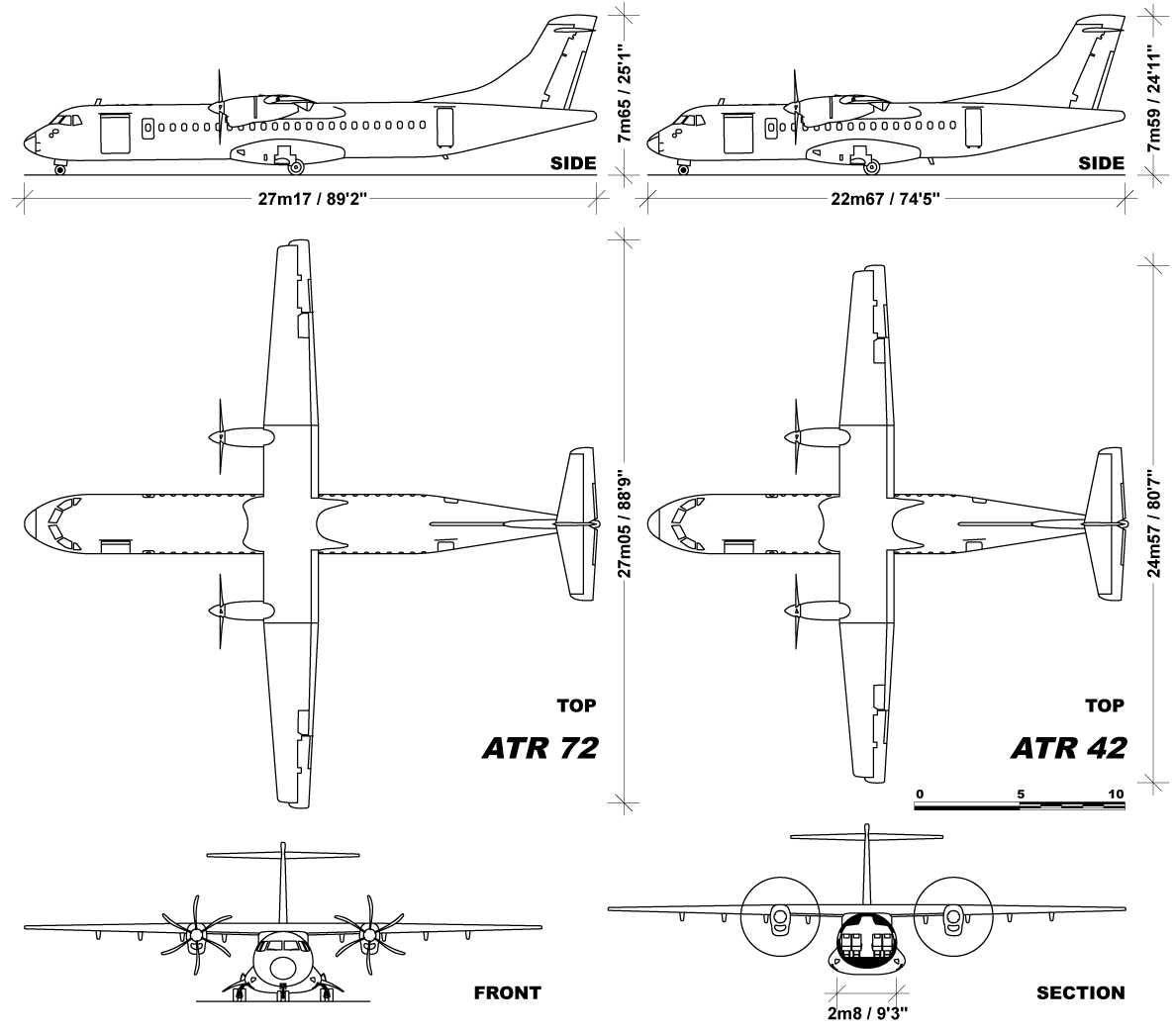

Dades de ATR
Característiques generals
- Tripulació: 2
- Capacitat: Configuració estàndard: 70 seients amb 76 cm de separació i configuració 2+2 per fila (68 a 78 seients segons la configuració)[3]
- Longitud: 27,17 m
- Envergadura: 27,05 m
- Alçada: 7,65 m
- Relació d'aspecte: 12
- Pes buit: 13.311 kg
- Pes màxim d'enlairament: 23.000 kg
- Càrrega màxima : 7.500 kg

 Rendiment 
- Velocitat de creuer: 510 km/h
- Abast: 825 milles nàutiques
- Sostre de servei: 25.000 peus  [4]
- Distància d'enlairament: 1,367 m (4,485 ft) [MTOW]